# Zoropsis spinimana

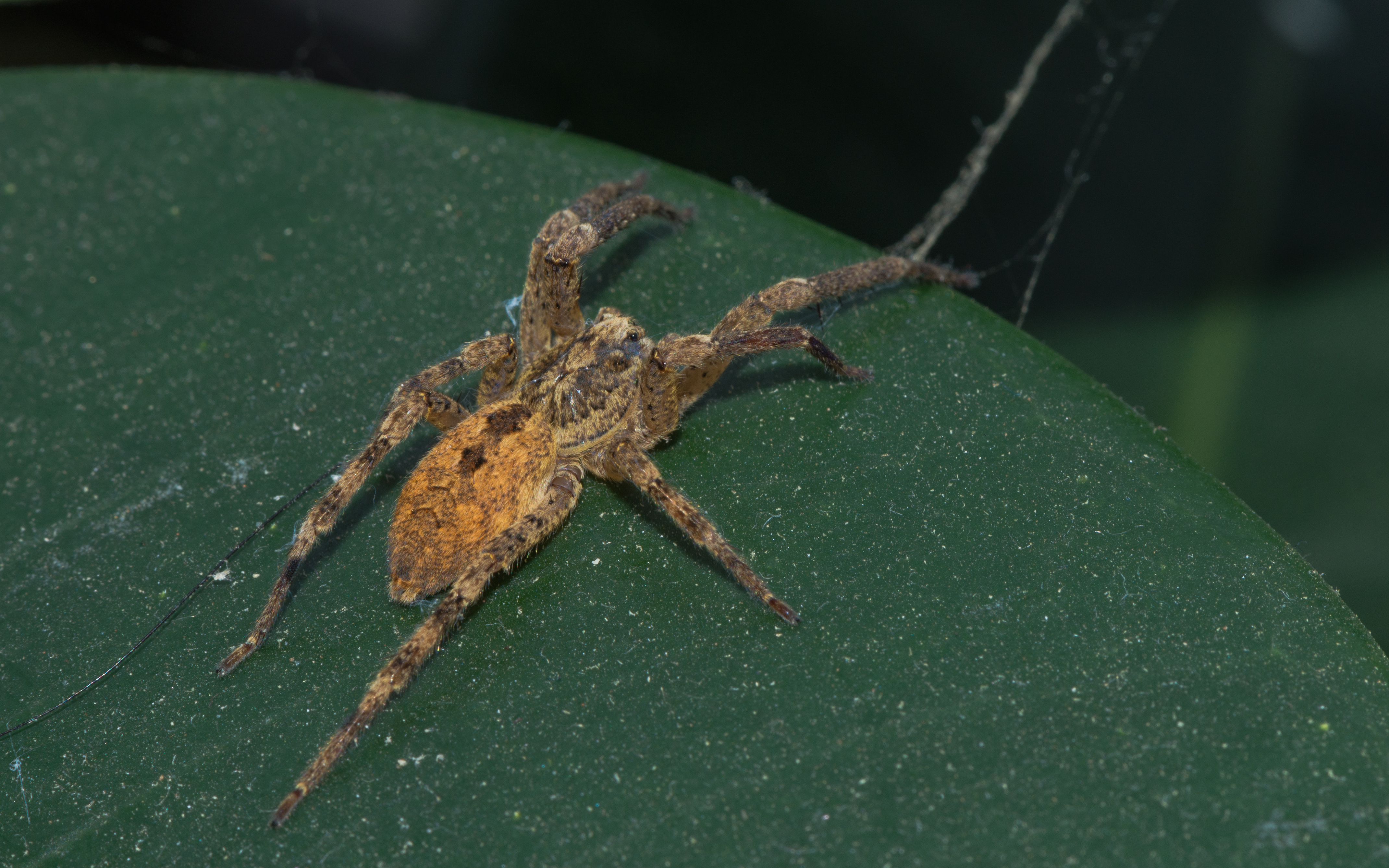
Zoropsis spinimana

Zoropsis spinimana là một loài nhện trong họ Zoropsidae.
Loài này thuộc chi Zoropsis. Zoropsis spinimana được miêu tả năm 1820 bởi Dufour.

## Hình ảnh

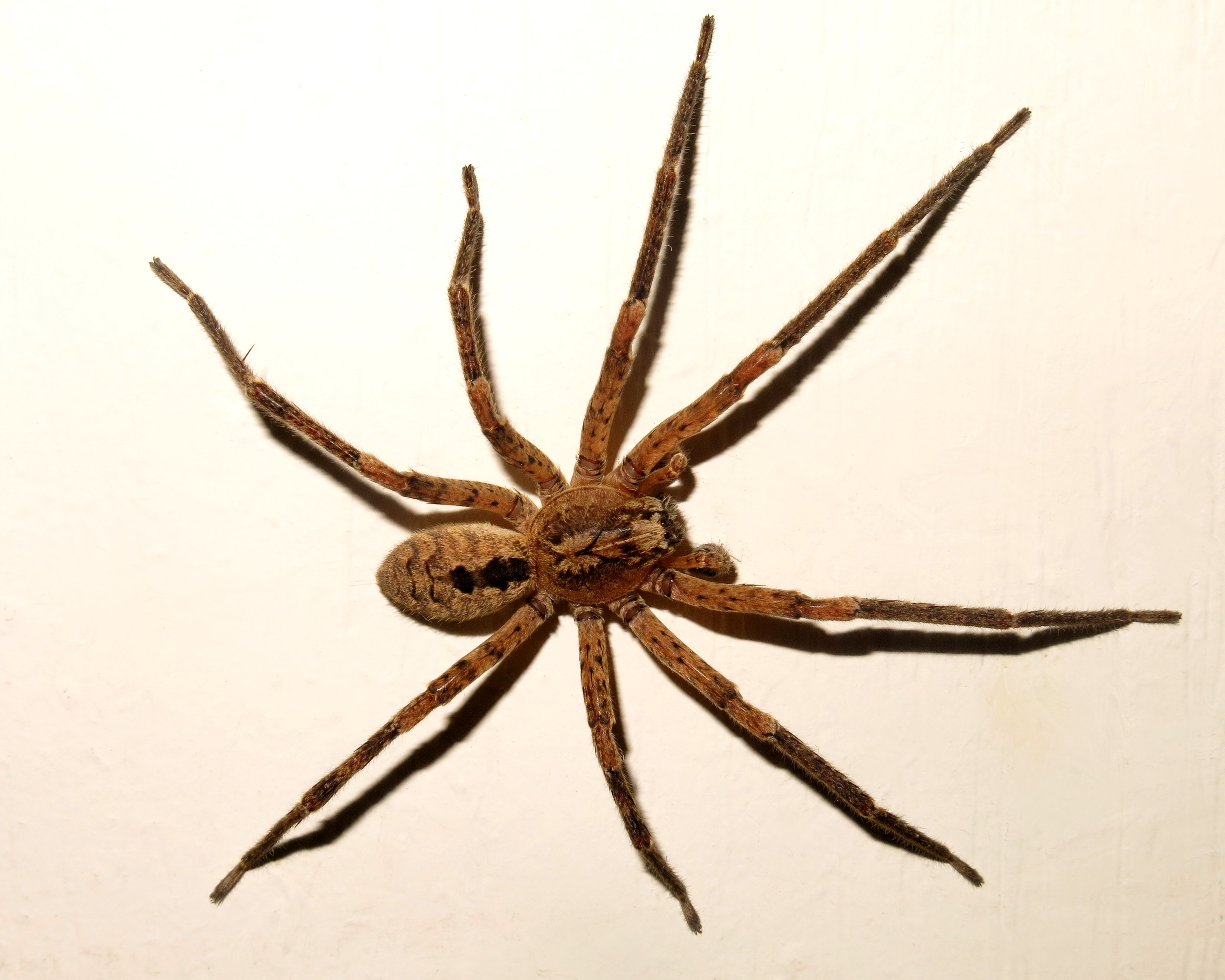
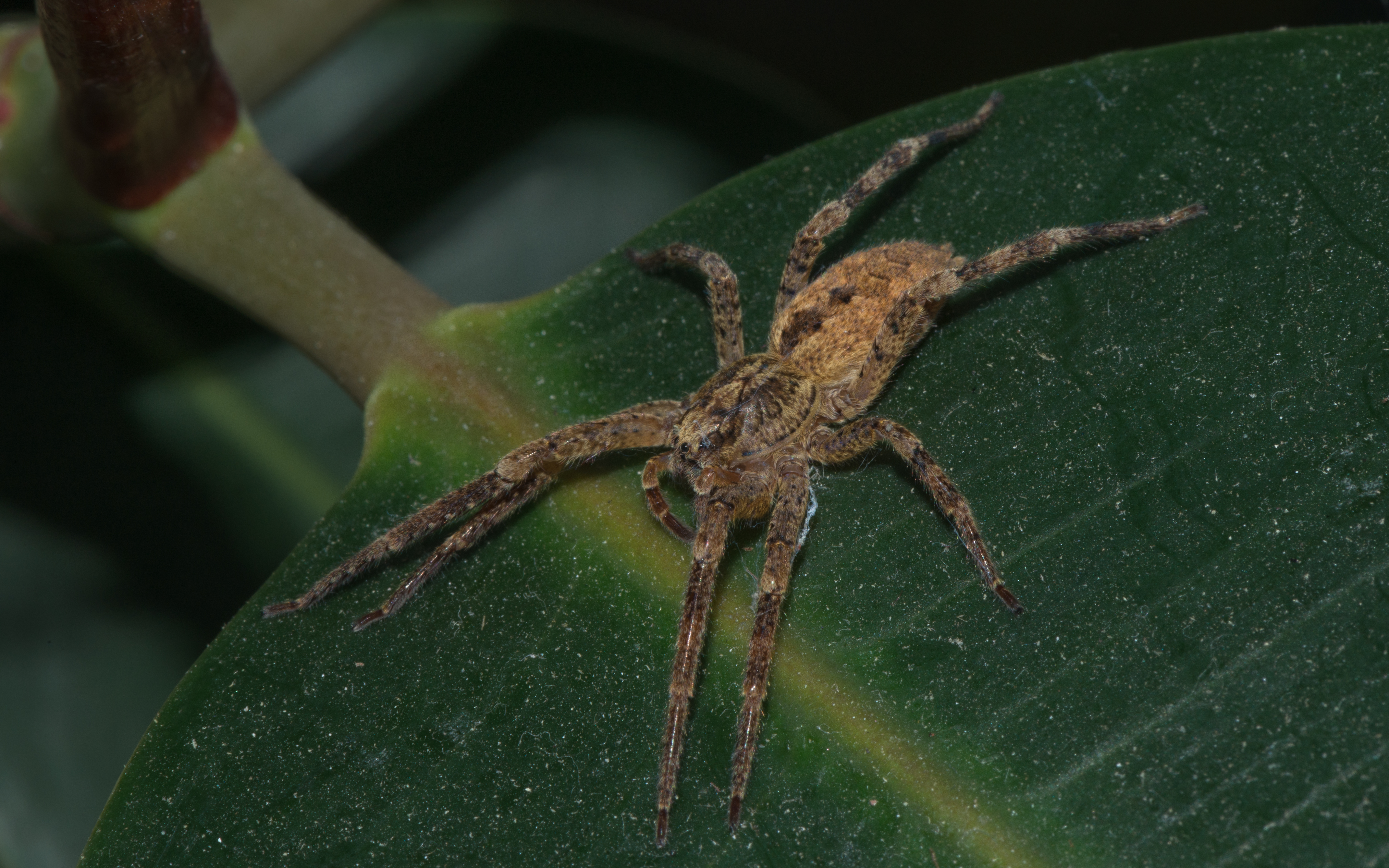
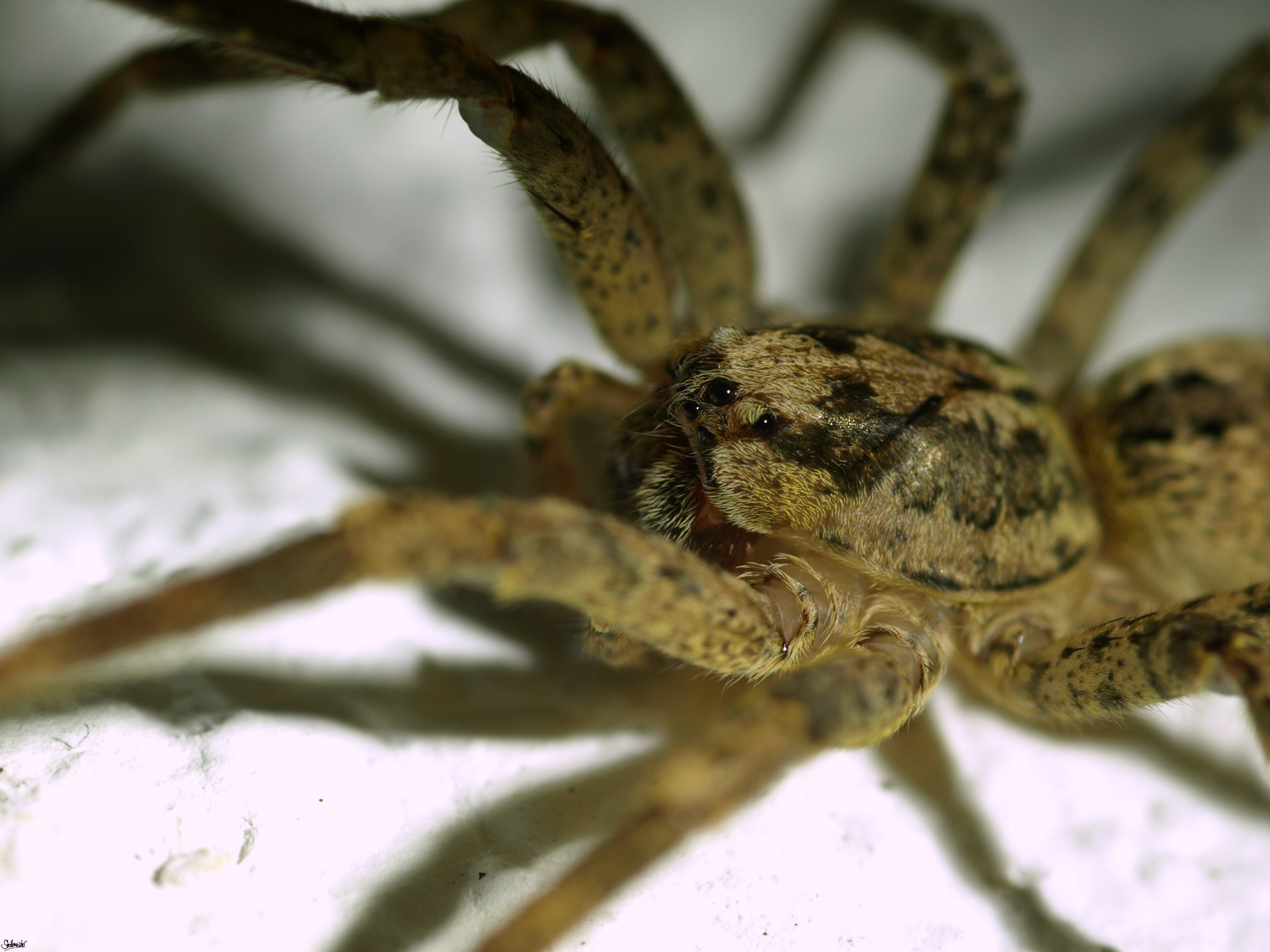
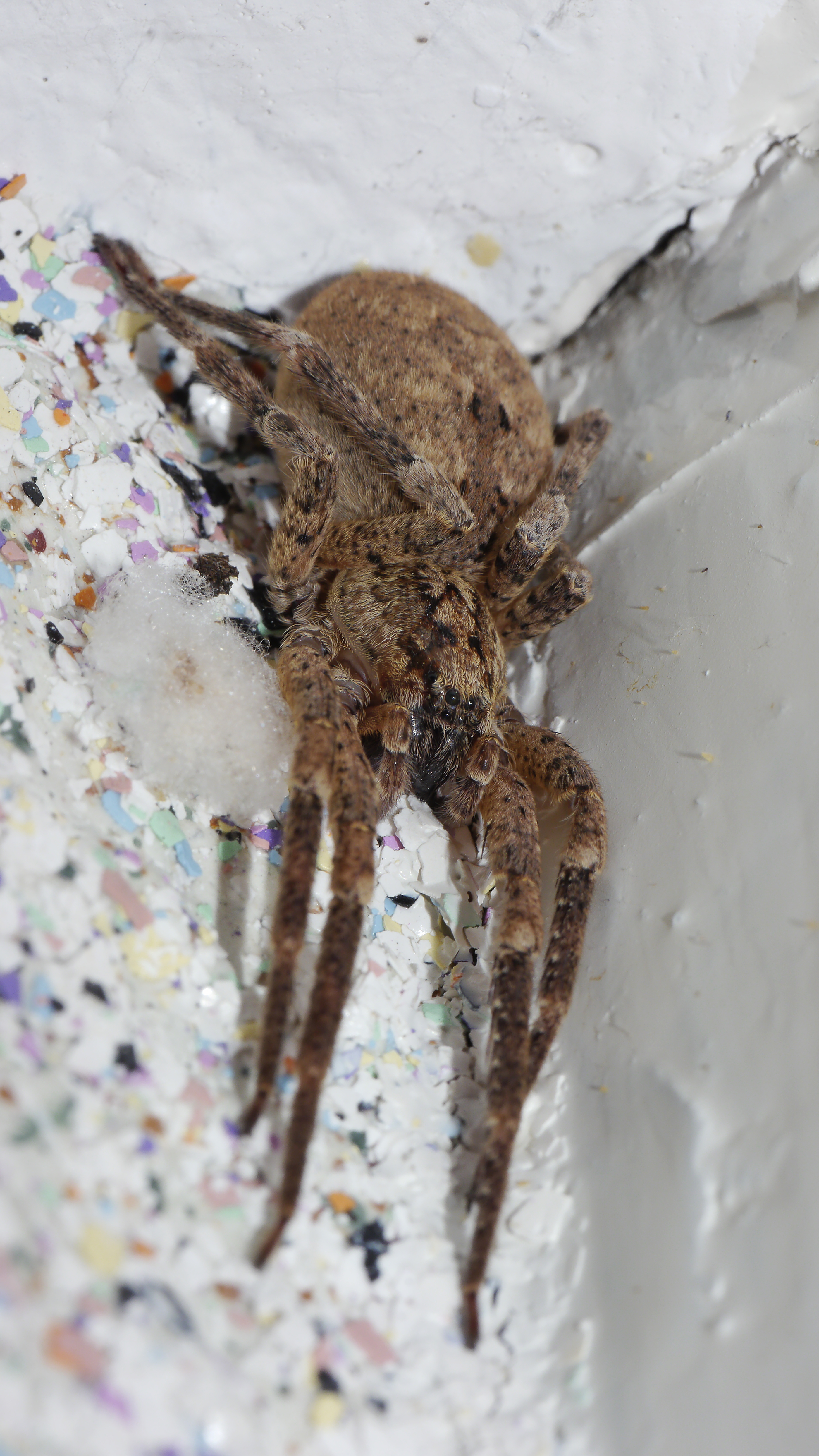